# Садівник (фільм, 1987)
«Садівник» — радянський художній фільм 1987 року в жанрі драма. Режисер — Віктор Бутурлін, студія «Ленфільм».

## Зміст
Садівник, уже немолодий чоловік, все своє життя віддав прекрасному колгоспному саду за яким стежив, не покладаючи рук. Спочатку його запідозрили у наживі. А потім вирішили прибрати цей сад, щоб побудувати там щось більш вигідне і самоокупне. Більшості людей сад не потрібен, крім дяді Колі і німого хлопця.

## Творча група кінофільму
- Автор сценарію — Валерій Залотуха
- Режисер-постановник — Віктор Бутурлін
- Оператор-постановник — Володимир Васильєв
- Художник-постановник — Олександр Загоскіна
- Композитор — Альгірдас Паулавічус
- Звукооператор — Олександр Груздєв
- Редактори — М. Кураєв, А. Пуртов
- Консультанти — Є. Білоусов, А. Давидов, З. Алексієва
- Режисер — Т. Комарова
- Оператор — В. Амосенко
- Монтажер — Р. Лисова
- Художник-гример — Л. Степанова
- Художник по костюмах — Галина Антипіна
- Асистенти режисера — О. Андрієв, М. Мінко, В. Юрасов
- Асистенти оператора — Г. Блинов, Л. Левітан, В. Ужвієв
- Асистент звукооператора — К. Зарін
- Художник-фотограф — Є. Константинов
- Художник-декоратор — І. Мішина
- Технік звукозапису — С. Іванов
- Майстер-костюмер — І. Скораденок
- Майстри-реквізитори — І. Гамаюнова, А. Фельдштейн
- Гример — Г. Фіногенова
- Адміністративна група — А. Білов, Л. Петров, Ю. Русак
- Директор картини — Геннадій Матюшин

Працівники радгоспів «Скреблово» і «Лузький» в Лужськом районі Ленінградської області надали допомогу при зйомках фільму.

### У головних ролях
- Олег Борисов — дядько Льоша Глазов (садівник)
- Лев Борисов — дядя Коля Стєклов (свояк дядька Льоші)

### У ролях
- Євгенія Смольянинова — Тоня (повне ім'я — Антоніна). Також виконавиця пісень до фільму.
- Костя Юхов — Санька-немтирь (німий підліток)
- Варвара Шабаліна — тітка Ірка (сестра Тоні)
- Ірина Ракшина — Райка
- Віктор Бичков — Витек (тракторист)
- Петро Дроцький — син дядько Льоші
- Віктор Цепаєв — перший голова (Селіванов, голова колгоспу)
- Андрій Щепочкін — перший слідчий
- Андрій Юренєв — другий голова
- Борис Войцеховський — другий слідчий
- Вадим Лобанов — начальник

### В епізодах
- Ніна Усатова — Маруся (поштарка)
- Валентин Букін — дільничний міліціонер
- С. Кіреєва

## Пісні
У фільмі звучать пісні у виконанні Євгенії Смольянинова:
- На горі колгосп, під горою радгосп
- Краса чи моя краса …

і пісні, у виконанні інших співаків:
- Прощайте, скелясті гори — музика Євгенія Жарковський, вірші Миколи Букіна.
- Ми з тобою два береги однієї річки — виконує Майя Кристалинська. Ця пісня вперше прозвучала в радянському кінофільмі «Жага» 1959 року. Музика Андрія Ешпая, вірші Григорія Поженяна.

## Цікаві факти
- Це єдиний фільм, де разом знімалися брати Борисови: Олег і Лев.

- Дядя Льоша був ветераном Великої Вітчизняної війни і серед його нагород були два Ордена Слави.

- Згадується газета «Сільське життя», в якій, за сценарієм фільму, була опублікована стаття про унікальний саді.

## Нагороди
- 1987 — професійна премія імені Григорія Козинцева від кіностудії «Ленфільм» і Ленінградського відділення Союзу кінематографістів — режисерові Віктору Бутурлину.

- 1987 — Всесоюзний кінофестиваль (ВКФ) «Молодість» в Києві: приз імені Василя Шукшина — режисерові Віктору Бутурлину і сценаристу Валерію Залотухі.

- 1992 — Міжнародний кінофестиваль слов'янських і православних народів «Золотий витязь»: приз «Срібний витязь» за найкращий ігровий фільм — режисерові Віктору Бутурлину.

## DVD-видання
У Росії фільм був випущений на DVD-дисках в 2007 році компанією-дистриб'ютором ООО «Ретро Клуб».
| Упаковка       | Тип DVD                        | Відео              | Звук              |
| -------------- | ------------------------------ | ------------------ | ----------------- |
| Картонний бокс | DVD-5 (одношаровий) Регіон All | PAL 4:3 100 хвилин | Dolby Digital 2.0 |